# اژدهای ریش‌دار مرکزی
اژدهای ریش‌دار مرکزی (انگلیسی: Central bearded dragon) یا اژدهای ریشدار داخلی، گونه‌ای از مارمولک‌های اژدها است که در محدوده وسیعی از مناطق خشک تا نیمه‌خشک شرق و مرکز استرالیا یافت می‌شود.